# Viennoise
Pour les articles homonymes, voir Viennois (homonymie).
Pour le diocèse de Viennaise, voir Diocèse de Vienne (Empire romain).

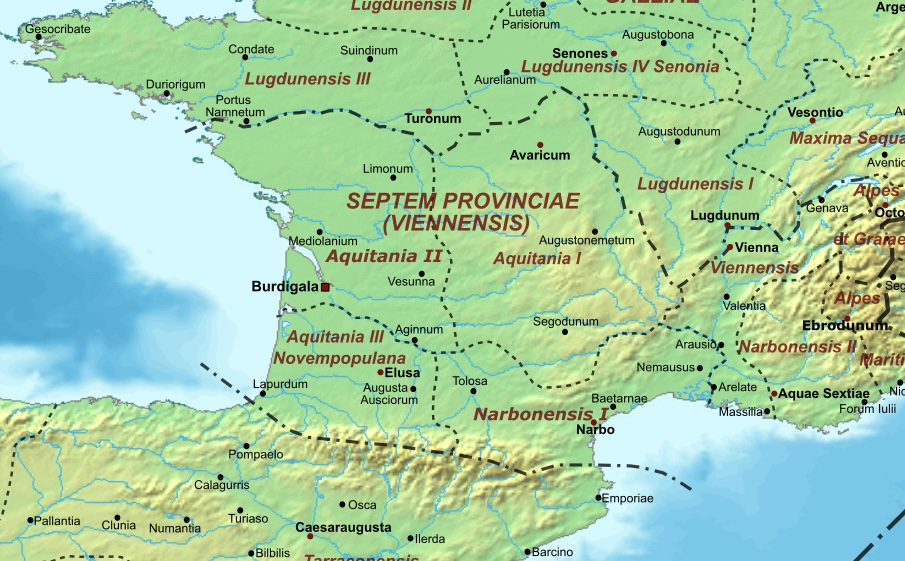
Divisions des anciennes provinces de Gaule Aquitaine et Narbonnaise.

La province Viennoise ou Viennaise, en latin Viennensis ou Gallia Viennense, est une ancienne province romaine de l'Antiquité tardive. Elle avait pour chef-lieu Vienne. 
Elle fut créée au IVe siècle, sous la tétrarchie, quand la Gaule narbonnaise fut divisée en Viennaise et Narbonnaise Ire et IIe, toutes rattachées à la préfecture du prétoire des Gaules. La Viennaise comprenait « les Allobroges, les Segovellaunes, les Helviens, les Tricastins, les Voconces et les Cavares », elle avait pour capitale Vienne. 
Au Ve siècle elle fut divisée à son tour en Viennoise Ire (Gallia Viennense I), chef-lieu Vienne, et Viennoise IIe (Gallia Viennense II), chef-lieu Arles.